# Colonia Santa Anita, Guerrero
Colonia Santa Anita är en ort i Mexiko.   Den ligger i kommunen Malinaltepec och delstaten Guerrero, i den sydöstra delen av landet, 240 km söder om huvudstaden Mexico City. Colonia Santa Anita ligger 2 284 meter över havet och antalet invånare är 211.
Terrängen runt Colonia Santa Anita är lite bergig. Runt Colonia Santa Anita är det ganska tätbefolkat, med 65 invånare per kvadratkilometer. Närmaste större samhälle är Malinaltepec, 6,0 km sydväst om Colonia Santa Anita. I omgivningarna runt Colonia Santa Anita växer huvudsakligen savannskog.